# Rue François-Arago (Toulouse)
Pour les articles homonymes, voir Rue François-Arago et Rue Arago.
La rue François-Arago (en occitan : carrièra François Arago) est une voie de Toulouse, chef-lieu de la région Occitanie, dans le Midi de la France.

## Situation et accès

### Description
La rue François-Arago est une voie publique. Elle relie les quartiers de Bonnefoy à l'ouest et Marengo-Jolimont à l'est.
Elle naît perpendiculairement à la rue du Faubourg-Bonnefoy. Longue de 342 mètres, rectiligne et orientée au sud-est, elle s'élève régulièrement de 141 à 150 mètres d'altitude. Elle rencontre d'abord la rue de Périole, la rue Homère, puis débouche sur la place François-Arago qui se forme au carrefour de la rue des Champs-Elysées et de la rue François-Mansart.
La chaussée ne compte qu'une seule voie de circulation automobile en sens unique, de la place François-Arago vers la rue du Faubourg-Bonnefoy. Elle appartient à une zone 30 et la vitesse y est limitée à 30 km/h. Il n'existe pas de bande, ni de piste cyclable, quoiqu'elle soit à double-sens cyclable.

### Voies rencontrées
La rue François-Arago rencontre les voies suivantes, dans l'ordre des numéros croissants (« g » indique que la rue se situe à gauche, « d » à droite) :
1. Rue du Faubourg-Bonnefoy
2. Rue de Périole
3. Rue Homère
4. Place François-Arago

## Odonymie

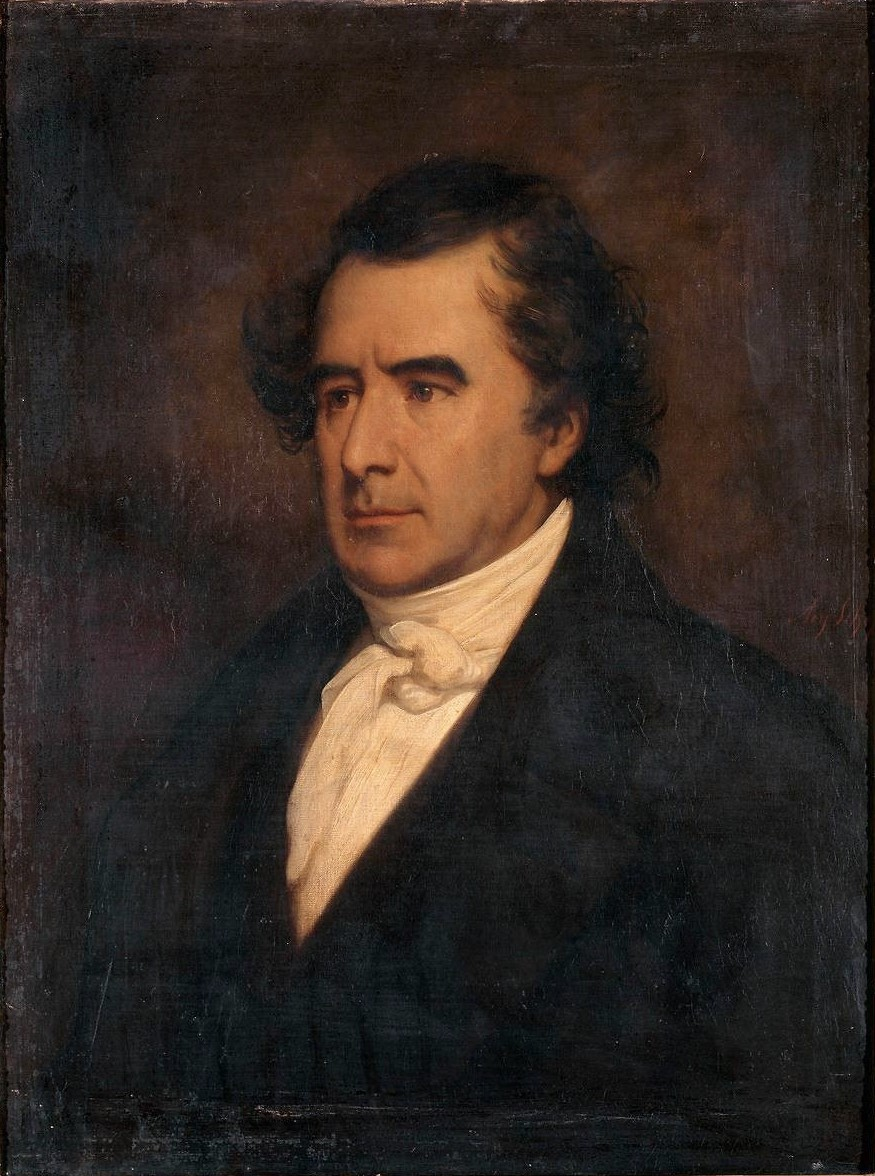
Portrait de François Arago par Henry Scheffer (1842, château de Versailles).

La rue fut d'abord baptisée, lors de son percement, du nom de Sainte-Foy en l'honneur de Foy d'Agen, sainte chrétienne des IIIe et IVe siècles populaire dans le Sud-Ouest de la France. D'ailleurs, de plusieurs voies du faubourg de Bonnefoy ont aussi reçu des noms de saints : rue Saint-Jacques (actuelle rue Joseph-Joubert) en 1870, rue Saint-Hyacinthe en 1878, rue Saint-Louis en 1882, rue Sainte-Isabelle (actuelle rue du Docteur-Paul-Pujos) en 1890, rue Sainte-Hélène en 1893 et rue Saint-Laurent en 1896.
En 1878, elle fut renommée en hommage à François Arago (1786-1853), mathématicien, astronome, physicien et homme d'État originaire du Roussillon. Élève, puis professeur à l'École polytechnique, il travaille également à l'observatoire de Paris. Pendant la monarchie de Juillet, il devient une des figures du parti républicain et il est élu député des Pyrénées-Orientales en 1831, puis de la Seine en 1846. Après la révolution de Février 1848, il participe au gouvernement provisoire. Il s'oppose à Louis-Napoléon Bonaparte, qui demande à ce qu'il ne soit cependant pas inquiété. À sa mort, plusieurs dizaines de milliers de personnes assistèrent au passage du cortège.

## Patrimoine et lieux d'intérêt

### Immeubles et maisons
- no  4 : immeuble (deuxième moitié du XVIIIe siècle)[7].
- no  10 bis : maison (premier quart du XXe siècle)[8].
- no  11 : maison toulousaine (deuxième moitié du XIXe siècle)[9].
- no  13 : maison (premier quart du XXe siècle)[10].
- no  15 : maison (premier quart du XXe siècle)[11].
- no  19 : maison (vers 1910)[12].
- no  25 : maison (deuxième moitié du XIXe siècle)[13].
- no  26-28 : maisons doubles (deuxième moitié du XIXe siècle)[14],[15].
- no  34-34 bis : maisons doubles (premier quart du XXe siècle)[16],[17].
- no  35 bis : maison toulousaine (deuxième moitié du XIXe siècle)[18].
- no  38 : maison toulousaine (deuxième moitié du XIXe siècle)[19].
- no  39 : maison toulousaine (deuxième moitié du XIXe siècle)[20].
- no  45 : maison toulousaine (deuxième moitié du XIXe siècle)[21].

### Garage Bonnefoy
- no  1 : garage Galy (1923)[22].
- no  33 bis : garage Galy (1933-1960)[23].